# Fórum Universal de las Culturas 2004

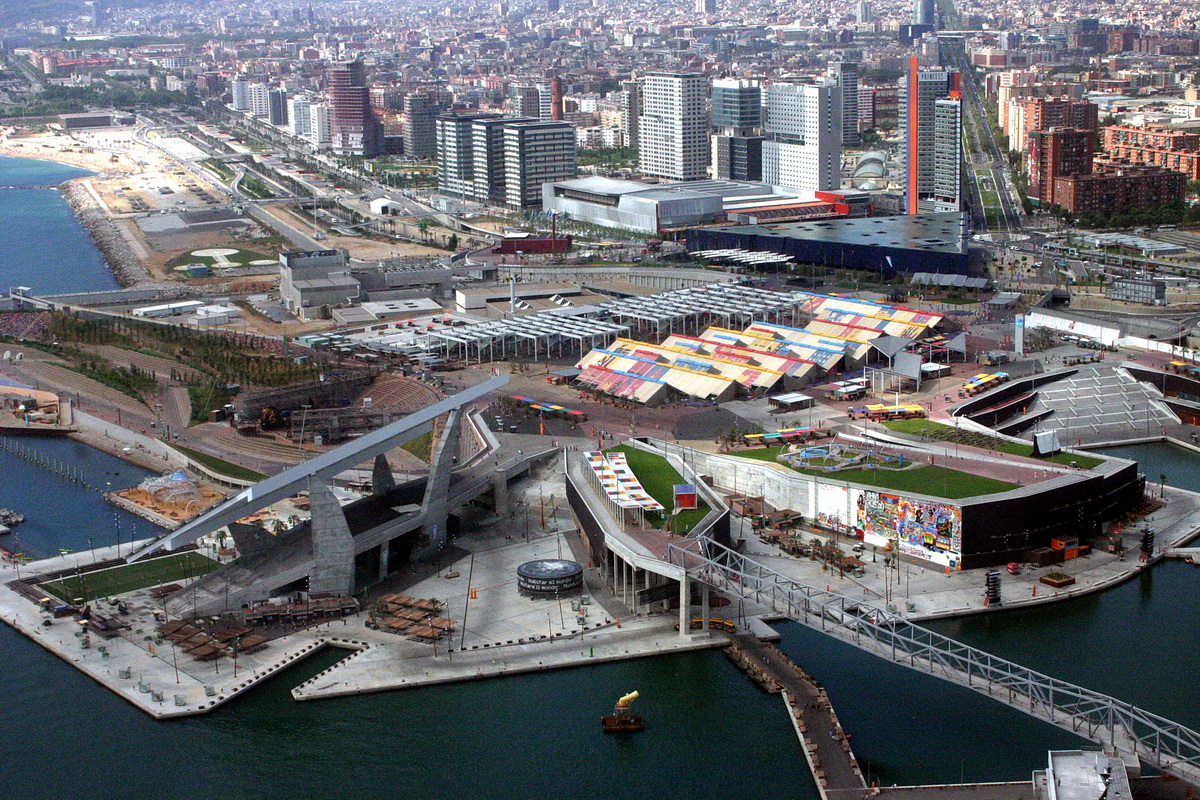
Vista aérea del Fórum

El Fórum Universal de las Culturas 2004 o Fórum de Barcelona 2004 fue la primera edición del Fórum Universal de las Culturas, que se organizó entre el 9 de mayo y el 26 de septiembre de 2004 en Barcelona (España). 

## Historia
La idea de organizar este evento surgió en 1996, cuando el entonces alcalde de Barcelona, Pasqual Maragall propuso la celebración de un gran acontecimiento cultural durante el año 2004. En noviembre del año 1997 la 29.ª Conferencia General de la Unesco aprobó el proyecto del Fórum Barcelona 2004 por unanimidad. Durante este período se trabajó en la definición del acontecimiento y del recinto donde este debía celebrarse. En ese momento Josep Acebillo fue nombrado Director de Arquitectura e Infraestructuras del Fórum 2004. El presupuesto fue de 3.240 millones de euros.
El Fórum Barcelona pivotó sobre tres ejes temáticos, el desarrollo sostenible, las condiciones para la paz y la diversidad cultural. Estos temas fueron tratados mediante exposiciones, espectáculos y congresos internacionales, que se concentraron especialmente en un recinto de 30 hectáreas, construido especialmente para albergar este acontecimiento.
A lo largo de los 141 días que duró dicho evento, el recinto del Fórum recibió la visita de 3.323.123 personas. Pese a que durante las últimas semanas, tuvo que cerrar puertas algunos días por la excesiva afluencia de público, el cómputo final de visitas estuvo por debajo de las estimaciones iniciales, que calculaban cinco millones de visitantes. En el conjunto de actividades del Fórum, tanto dentro como fuera del recinto, participaron más de seis millones de personas.
Las actividades celebradas fuera del recinto y que más personas movilizaron fueron el Carnaval de Carlinhos Brown y el Festival del Mar, una gran concentración de veleros que fue acompañada de actividades diversas.

## Críticas
El Fórum fue ampliamente criticado, desde su anuncio, por diferentes agentes sociales y culturales barceloneses como una continuiad de las políticas de generación de plusvalías ya iniciadas con los Juegos Olímpicos. Diversas asociaciones vecinales lo calificaron de "fascismo postmoderno".
El prestigioso antropólogo Manuel Delgado fue uno de sus mayores críticos, quien subrayó la especulación urbanística, la insistencia en un modelo de globalización insostenible y la banalización de muchos conceptos provenientes de la antropología, incluido el de "cultura". 
Otras críticas estuvieron relacionadas con el fracaso incluso desde los objetivos planteados por los organizadores, al no tener el impacto económico deseado, ni activar los cambios urbanísticos planificados, así como su fracaso como nuevo formato lo que implicó su fin trece años después.
También se detectaron irregularidades contables que justificaron una intervención de los órganos oficiales de fiscalización y control.

## Organización del evento
El evento fue organizado por el Ayuntamiento de Barcelona, la Generalidad de Cataluña, el Gobierno Español y la Unesco. Tras la celebración del Fórum Barcelona, se constituyó una organización, la Fundación Fórum, formada por representantes de estas cuatro instituciones, que se encargará de avalar y dictaminar las futuras sedes del evento.

## Conferencias y participantes

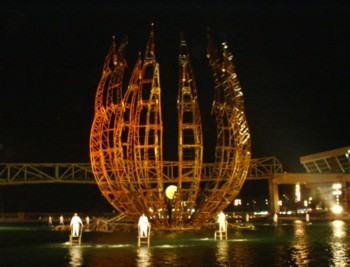
Espectáculo "Mover el mundo"

Contó con la participación de 246 ONGs, entre las que destacan Save the Children, Manos Unidas e Intermón Oxfam, así como también de agencias de la ONU y organismos internacionales, como la Unesco, ACNUR, UN-HABITAT y el Comité Internacional de la Cruz Roja. Estas organizaciones colaboraron en la instalación de algunas exposiciones y de tiendas de comercio justo.
Los congresos y conferencias contaron con más de 2400 ponentes, todos ellos personalidades del mundo político, cultural, espiritual y científico, destacando la presencia de varios premios Nobel. Algunos de los participantes más conocidos fueron Mijaíl Gorbachov, Luiz Inácio Lula da Silva, Angelina Jolie, Rigoberta Menchú, Carlos Fuentes, José Saramago, Salman Rushdie, Pedro Duque, Lionel Jospin, Romano Prodi, Valéry Giscard d'Estaing, Frank Gehry o Felipe González.
Los principales congresos que se celebraron fueron el Parlamento Mundial de las Religiones y el Festival Mundial de la Juventud. Tras finalizar el Fórum se elaboró una carta donde se recogieron las principales ideas surgidas de estas conferencias, que se dio a conocer como Declaración de Barcelona, así como también todas las propuestas surgidas en un listado de compromisos y acuerdos.
En el marco de este Fórum se celebró el IV Foro de Autoridades Locales para la Inclusión Social de Porto Alegre que aprobó el 8 de mayo de 2004 la Agenda 21 de la cultura.
En lo que refiere a los discursos de inauguración y clausura del Fórum Barcelona 2004, intervinieron el rey de España, Juan Carlos I; el Presidente del Gobierno de España, José Luis Rodríguez Zapatero; el director general de la Unesco, Koichirō Matsuura; el presidente de la Generalidad de Cataluña, Pasqual Maragall; el alcalde de Barcelona, Joan Clos; y el alcalde de San Adrián de Besós, Jesús María Canga. La ceremonia de clausura contó con la participación de altos representantes de la política mexicana, que tomaron el relevo del Fórum, para la celebración en el año 2007 de la segunda edición en la ciudad de Monterrey.

## Recinto del Fórum

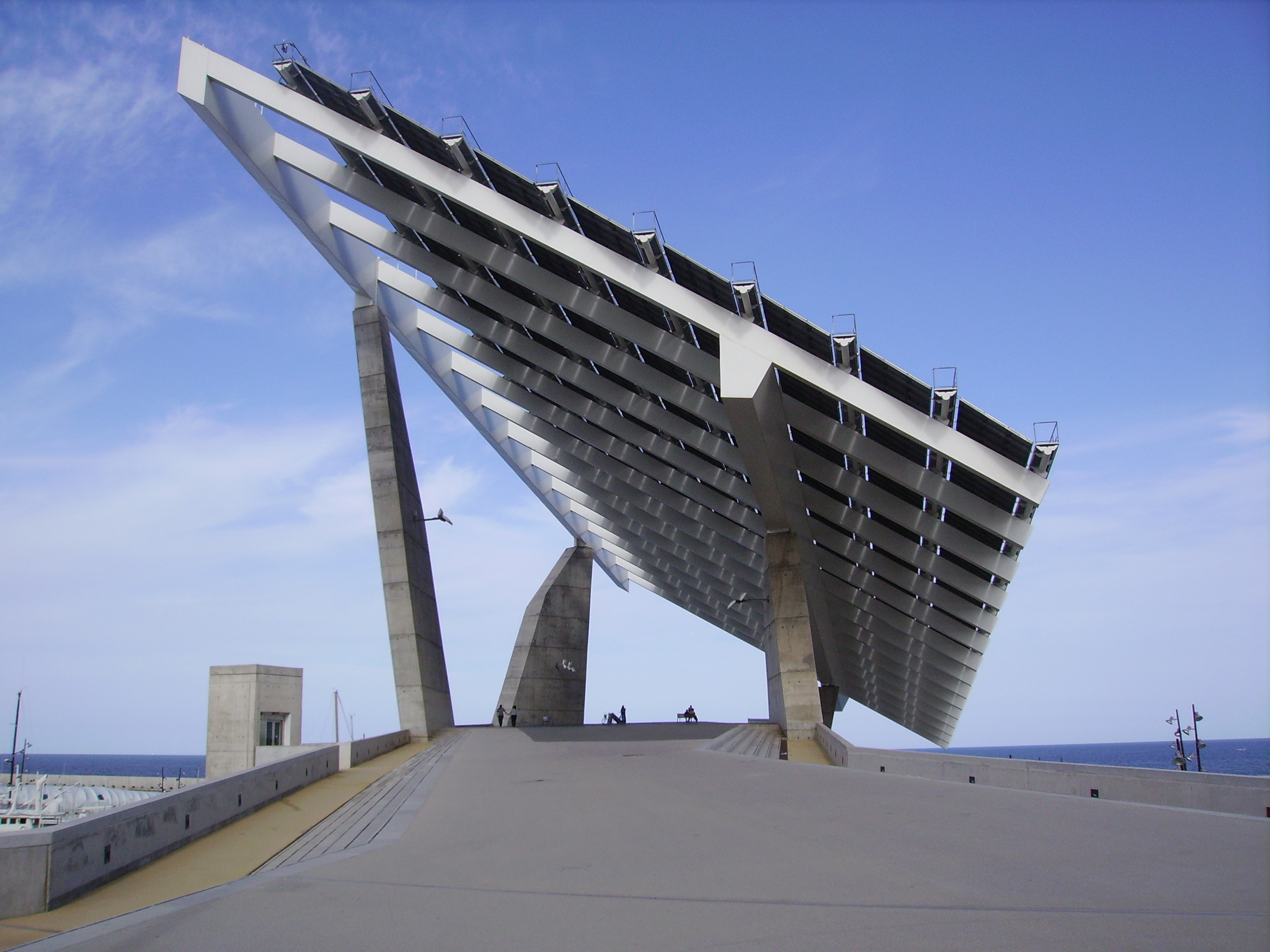
Instalación de energía solar fotovoltaica del Fórum

El recinto del Fórum se ubicó en un espacio cercano a la desembocadura del río Besós, en terrenos ganados al mar frente al litoral del Barrio del Besós y del Maresme de Barcelona y en San Adrián de Besós, en un área construida y remodelada en profundidad especialmente para la celebración del acontecimiento. Este espacio consta de dos grandes edificaciones: el Edificio Fórum de los arquitectos suizos Jacques Herzog y Pierre de Meuron y el Centro de Convenciones Internacional de Barcelona. En estos espacios se celebraron los congresos y diversas exposiciones de gran formato.
Sobre los edificios se extiende una inmensa plaza de 16 hectáreas, la segunda más grande del mundo, que ocupaba la mayor parte del recinto del Fórum. Allí se desarrollaron las principales actividades del acontecimiento. La plaza esconde en su subsuelo una estación depuradora y dispone de tomas de servicios y de una red de fibra óptica que permite la celebración de grandes actos. Tras la celebración del evento se ha construido una estructura con paneles de captación solar, que se suman a otra gran instalación de energía solar fotovoltaica, ya construida, situada en uno de los extremos de la explanada. Además, este espacio se levanta parcialmente sobre terreno ganado al mar. Por estos motivos, esta plaza fue galardonada con el premio al mejor Hiper-Proyecto en la Bienal de arquitectura de Venecia .
El recinto del Fórum ocupaba también un gran puerto deportivo que acogió diversas exposiciones, zonas de juego, carpas de circo, un cabaret y zonas de restauración. En este espació se encontraba la exposición estrella del Fórum, "Los Guerreros de Xi'an" y el espectáculo inaugural, que se repitió cada noche.
Finalmente, lo constituían dos parques y una zona de baños, formada por diversas piscinas de agua del mar. Uno de los parques, diseñado por el prestigioso arquitecto español Alejandro Zaera Polo, aprovecha el desnivel que hay entre la plaza y el mar para generar un sistema de dunas artificiales donde se integran dos auditorios al aire libre, que acogían dos de los principales espectáculos del Fórum.
Actualmente el recinto del Fórum pretende compaginar su actividad congresual y de negocios, con las actividades lúdicas y turísticas. A menudo, se ha calificado este espacio de frío por la gran magnitud de este y por la imposibilidad de plantar vegetación en la explanada, debido a la presencia de una estación depuradora en el subsuelo. Sin embargo, varios de sus espacios y edificaciones han recibido diversos premios de arquitectura y diseño, y el conjunto de la operación urbanística está valorada de forma muy positiva por los expertos.

## Polémica en torno al Fórum

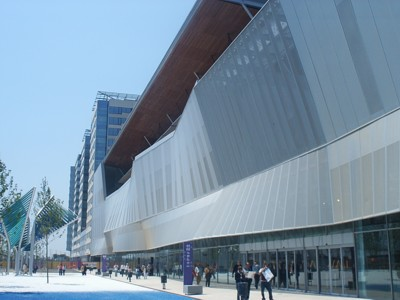
Centro de Convenciones Internacional de Barcelona

Se decidió añadir más bancos para sentarse.